# Lindisfarne
Lindisfarne — британская рок-группа, образовавшаяся в 1970 году в Ньюкасле, Англия, и исполнявшая полуакустический фолк-рок с элементами психоделии и прогрессив. В начале 1970-х годов Lindisfarne конкурировали в чартах с Jethro Tull и имела активную поддержку музыкальной прессы, которая сравнивала группу с The Beatles, а Алана Халла называла «новым Диланом».
В 1971—1972 годах Lindisfarne была одной из популярнейших групп Великобритании: в первую десятку UK Singles Chart входили «Meet Me On The Corner» (#5) и «Lady Eleanor» (#3); второй альбом Fog on the Tyne три недели оставался на вершине списков UK Albums Chart. Но, как отмечалось впоследствии, ряд непродуманных решений не позволил Lindisfane сохранить сильнейший состав и развить успех.

## История группы
Уроженцы Ньюкасла — гитарист Саймон Коуи (англ. Simon Cowe, экс-Aristokats), мультиинструменталист Рэй Джексон (англ. Ray Jackson), бас-гитарист и скрипач Род Клементс (англ. Rod Clements, экс-Zulus, Autumn States), экс-Impact) и барабанщик Рэй Лэйдлоу (англ. Ray Laidlaw, экс-Aristokats, Druids, Impact) — образовали группу в 1968 году. Сначала она называлась Downtown Faction, затем Brethren. В это же время поющий гитарист и пианист Алан Халл (англ. Alan Hull) вместе с антрепренёром Дэйвом Вудом (англ. Dave Wood) управляли делами фолк-клуба Rex Hotel в Уитли-Бэй. В 1969 году Халл (уже известный на фолк-сцене по выступлениям с группами с Dean Ford & The Crestas, High Five, Clik и The Chosen Few — последние выпустили два сингла и дважды приглашались на Radio Luxembourg) вошёл в состав Brethren.
Репертуар коллектива (называвшего себя попеременно — Alan Hull & Brethren и Brethren & Alan Hull) состоял из жизнерадостных, «праздничных» песен, заимствованных (прямо или косвенно) из паб-репертуара и предполагавших непременное хоровое участие зрителей. Группа записала несколько треков для семпл-альбома: он вышел на образованном Дэйвом Вудом лейбле Rubber Records, назывался Take Off Your Head And Listen — как релиз Alan Hull & Bretheren. В 1970 году коллектив подписал контракт с Charisma Records, ведущиму английским progressive-лейблом, которым заправлял Тони Стрэттен-Смит (англ. Tony Stratten-Smith) и дебютировал на сцене Ньюкаслской городской ратуши в июле.
Тогда же, узнав о существовании американской группы под названием Brethren, музыканты переименовали свой ансамбль в Lindisfarne — в честь «святого острова», расположенного неподалёку от нортумберлендского побережья, знаменитого своими средневековыми монастырями, замком, а также найденной здесь древней рукописью так называемого «Линдисфарнского Евангелия». Новое название идеально соответствовало и новому, фолк-роковому направлению развития группы.
В ноябре 1970 года вышел дебютный альбом группы Nicely Out of Tune — озаглавлен так он был, потому что участники группы считали, что находятся в «милом несоответствии» со всеми превалирующими в музыкальной культуре стилями и тенденциями. В музыке пластинки соединились изначальный оптимизм раннего паб-рока, фолк-роковая хиппиозность (Fairport Convention, ранние Grateful Dead), а также элементы пролетарской песенной культуры конца XIX — первой половины XX века.
Альбом и синглы из него, «Clear White Light» и «Lady Eleanor» (ставшая центральной вещью в репертуаре ансамбля), успеха в чартах не имели, но ситуацию изменили концертные выступления группы: её популярность стала стремительно расти. Второй альбом Fog On The Tyne (1971), набранный в основном из легких и мелодичных, изящно аранжированных фолк/паб-номеров, в октябре 1971 года вошёл в британский хит-парад и стал медленно подниматься вверх. В феврале выпущенный с некоторым запозданием сингл «Meet Me On The Corner» поднялся до 5-го места, и тут же альбом неожиданно взлетел на вершину. В течение месяца и дебютный Nicely Out Of Tune поднялся до 8-го места. Сингл Lady Eleanor, перевыпущенный в июне 1972 года, достиг третьей строки. К середине 1972 года Lindisfarne вошли в число ведущих английских групп; все их концерты проходили с аншлагом, а выступления на фестивалях оказывались центральными.
Ажиотаж в прессе, объявившей Lindisfarne «наследниками» The Beatles, не пошёл группе на пользу. Для работы над третьим альбомом Dingly Dell был приглашен американский продюсер Боб Джонстон, известный по работе с Бобом Диланом, но в процессе работы у группы с ним произошёл конфликт, и микширование плёнок её участники заканчивали самостоятельно. В результате звучание оказалось ближе к хард-, нежели к фолк-року. Критики, ожидавшие, что Lindisfarne пойдут по пути усложения аранжировок и станут в конечном итоге английским образцом прог-фолка, раскритиковала альбом. Между тем, по духу и стилю Lindisfarne всегда были ближе к паб-сцене и таким её исполнителям, как Brinsley Schwarz и Bees Make Honey. Чтобы подчеркнуть этот факт, они выпустили третий альбом в буром картоне без всякого оформления, что вызвано большое недоумение у заокеанских дистрибьюторов.
Несмотря на негативную реакцию музыкальной прессы, альбом поднялся до 5-го места. Первый сингл из него «All Fall Down» (на экологическую тему) вошёл в Top 40, второй, «Court in the Act», успеха не имел. Группа вылетела на гастроли в Америку, но здесь показалась всем «слишком английской» (в отличие от товарищей по лейблу Genesis, которые были приняты за океаном восторженно и переметнулись к Atlantic Records сразу же по истечении своего контракта с Charisma).
Трения в составе Lindisfarne начались после неудачных гастролей в Австралии. Поначалу Халл хотел выйти из состава, но остальные музыканты уговорили его остаться. Затем было решено, что Халл и Джексон сохранят за собой право на название группы, а трое других участников получат возможность работать на стороне. В 1973 году Коуи, Лэйдлоу и Клементс образовали Jack The Lad: группа, исполнявшая более жесткую и простую музыку, близкую к паб-року, выпустила на Charisma три альбома.
Вскоре после выхода концертного альбома группы Халл и Джексон представили публике новый состав, в который вошли Кен Крэддок (англ. Ken Craddock: гитара, клавишные, вокал), Чарли Харкорт (англ. Charlie Harcourt, гитара), Томми Даффи (англ. Tommy Duffy, бас-гитара, вокал) и Пол Николс (англ. Paul Nichols, ударные). Джексон почти уговорил Фила Коллинза перейти в Lindisfarne из Genesis. Записанные квинтетом альбомы Roll On Ruby и Happy Daze успеха не имели. Решение Халла начать параллельную сольную карьеру также не способствовало укреплению группы. В 1977 году Коуи, Клементс и Лэйдлоу распустили Jack The Lad и вернулись в Lindisfarne. В переходный период Халл, Лэйдлоу и Крэддок записали альбом Isn’t It Strange под «вывеской» Lindisfarne, но на лейбле Radiator on the Rocket.
Переход на Mercury Records принес группе временную удачу (в чартах побывали синглы «Run For Home» и «Warm Feeling» из альбомов Back & Fourth и The News соответственно), но затем стало ясно, что к утраченным позициям ей уже не подняться. В 1980-х годах группа продолжала привлекать на свои концерты немало зрителей и регулярно записываться — особенно после того, как создала собственную компанию Lindisfarne Musical Productions и подписала контракт с LMP Records. Но наибольший успех неизменно имели концертные сборники, содержавшие версии самых ранних вещей. Алан Халл продолжал выступать и записываться соло: его важнейшим релизом считается Back to Basics CD, где собраны акустические версии лучших песен Lindisfarne начиная с 1970 года.
В 1984 году группа выступила с Бобом Диланом и Santana на стадионе Сент-Джеймс Парк, где играет Newcastle United FC, клуб, который её участники всегда поддерживали. Вскоре после этого концерта к составу присоединился саксофонист и вокалист Марти Крэггс (англ. Marty Craggs).
В 1990 годов о Lindisfarne узнало новое поколение фэнов: их совместная с Полом Гаскойном версия «Fog on the Tyne Revisited» стала британским хитом (#2). Вскоре после этого Джексон, рассорившись с Халлом, покинул состав; ушёл и Коуи, но вполне мирно: он в Канаде открыл пивоваренное предприятие.
После смерти Алана Халла 17 ноября 1995 года группа выступала в меняющемся составе вплоть до концерта в Ньюкаслском Доме оперы 1 ноября 2003 года, который был объявлен последним. Под именем Lindisfarne в тот вечер на сцену вышли: Дэйв Халл-Денхолм, Билли Митчелл, Род Клеметс и Рэй Лидлоу. Запись этого концерта была выпущена под заголовком Time Gentlemen Please.
Клементс продолжил выступать и записываться с новой группой The Ghosts of Electricity.
19 ноября 2005 года друзья Алана Халла выступили на мемориальном концерте в Ньюкаслской городской ратуше. В их числе были Алан Кларк, Саймон Коуи, Марти Скрэггс, Стив Каннингем, Стив Дэггетт, Томми Даффи, Майк Эллиот, Фрэнки Гиббон, Чарли Харкорт, Брендан Хили, Тим Хили, Рэй Джексон, Рэй Лидлоу, Минн Макардл, Иэн Валлум, Билли Митчелл, Терри Морган, The Motorettes, Джимми Нейл, Пол Николс, Том Пикард, Prelude, Боб Смитон, Пол Смит и Кэтрин Тиккелл.

## Дискография

### Альбомы
- Nicely Out of Tune (1970, No. 8 UK)
- Fog on the Tyne (1971, No. 1)
- Dingly Dell (1972, No. 5)
- Lindisfarne Live (1973, No. 25)
- Roll on Ruby (1973)
- Happy Daze (1974)
- Lindisfarne’s Finest Hour (1975, 55)
- Lady Eleanor (1976)
- Back and Fourth (1978, No. 22)
- Magic In The Air (1978, концертный, No. 71)
- The News (1979)
- Sleepless Nights (1982, No. 59)
- Lindisfarntastic! Live (1983)
- Lindisfarntastic! Two (1984)
- Dance Your Life Away (1986)
- C’mon Everybody (1987)
- Amigos (1989)
- Caught In The Act (1992 — Live,1983)
- Buried Treasures Volumes 1  (1992)
- Way Of The Jackal (1993) (EP)
- Live 1990 (1993 — Live 1990)
- Elvis Lives on the Moon (June 1993)
- Lindisfarne On Tap — A Barrel Of Hits (1994)
- Another Fine Mess (1996 — Live 1995)
- City Song (1996, BBC sessions)
- Untapped & Acoustic (1997)
- The Cropedy Concert (1997 — Live 1994)
- Blues From The Bothy (1997, EP)
- We Can Swing Together (1998, The BBC Concerts 1971)
- Dealers Choice (1998, концерт 1973 года и sessions 1974)
- Here Comes the Neighborhood (1998)
- Live At The Cambridge Folk Festival (1999, концертные записи 1982 и 1986 годов)
- BT3 — Rare & Unreleased 1969—2000 (2000)
- Promenade (2002)
- Acousti (2002)
- Time Gentlemen Please (2003)
- The River Sessions (2004, концерт в Glasgow Apollo, 1982)